# سيمون هودج
سيمون هودج (بالإنجليزية: Simon Hodge)‏ هو سائق سباق أسترالي، ولد في 17 فبراير 1994 في أديلايد في أستراليا.